# Saint-Colomb-de-Lauzun
Saint-Colomb-de-Lauzun är en kommun i departementet Lot-et-Garonne i regionen Nouvelle-Aquitaine i sydvästra Frankrike. Kommunen ligger i kantonen Lauzun som tillhör arrondissementet Marmande. År 2022 hade Saint-Colomb-de-Lauzun 474 invånare.

## Befolkningsutveckling
Antalet invånare i kommunen Saint-Colomb-de-Lauzun
| Referens: INSEE |